# Ле Пелетье (станция метро)
Ле Пелетье (фр. Le Peletier) — станция линии 7 Парижского метрополитена, расположенная в IX округе Парижа. Названа по одноимённой улице (фр. Rue Le Peletier), получившей своё имя в честь французского чиновника Луи Ле-Пелетье де Морфонтена, последнего, занимавшего должность парижского прево в 1784—1789 годах.
В пешей доступности от станции располагается станция «Нотр-Дам-де-Лорет» линии 12, однако возможность наземной пересадки между станциями официально не признана RATP, поэтому при повторном входе будет засчитываться отдельная поездка.

## История
- Станция открылась 6 июня 1911 года на действующем перегоне Каде — Шоссе д'Антен — Лафайет.
- Пассажиропоток по станции по входу в 2011 году, по данным RATP, составил 2 235 088 человек[2]. В 2013 году этот показатель вырос до 2 271 055 пассажиров (234 место по уровню входного пассажиропотока в Парижском метро)[3]

## Галерея

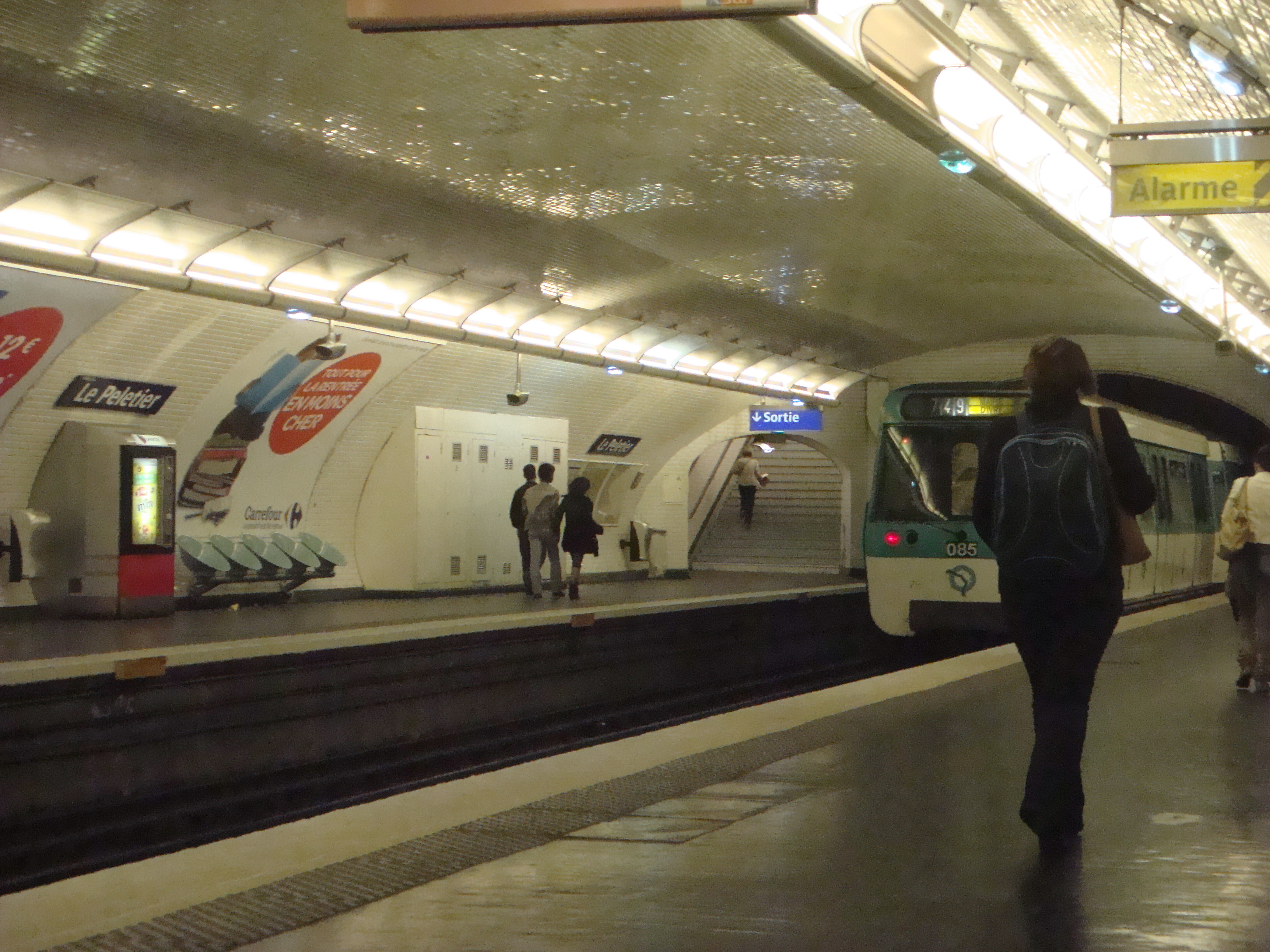
Состав модели MF 77 на станции
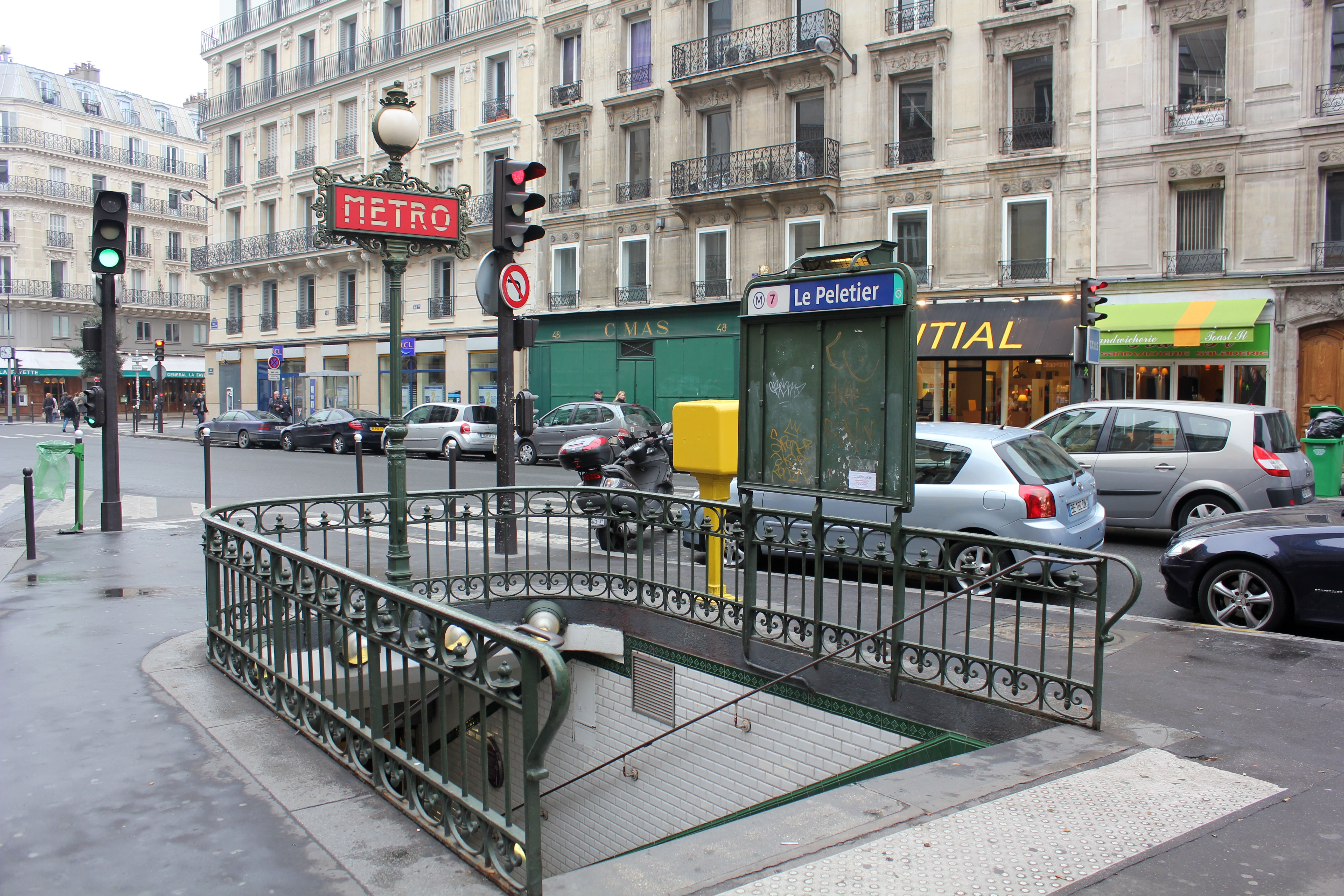
Лестничный сход